# Bogdan Marian Wawrzyniak
Bogdan Marian Wawrzyniak (ur. 2 sierpnia 1935 w Toruniu) – polski nauczyciel akademicki, profesor nauk rolniczych, specjalista w zakresie doradztwa w agrobiznesie, ekonomiki rolnictwa, socjologii wsi, wspólnej polityki rolnej.

## Życiorys
W 1958 r. ukończył studia w Wyższej Szkole Rolniczej w Olsztynie. W 1972 r. uzyskał stopień naukowy doktora na Wydziale Ekonomiczno-Rolniczym SGGW w Warszawie. W 1978 r. zdobył habilitację nauk rolniczych, w zakresie ekonomiki rolnictwa na Wydziale Rolniczym Akademii Rolniczo-Technicznej w Olsztynie. W 1987 r. otrzymał tytuł profesora nauk rolniczych. Na macierzystej uczelni doszedł do stanowiska profesora zwyczajnego. W 1975 r. podjął pracę w Akademii Techniczno-Rolniczej w Bydgoszczy (obecnie Uniwersytet Technologiczno-Przyrodniczy), z misją powołania ośrodka odpowiedzialnego za upowszechnienie postępu rolniczego. W latach 1975–2005 kierował Katedrą Doradztwa w Agrobiznesie. Był organizatorem szeregu seminariów i konferencji naukowych o randze krajowej i międzynarodowej związane tematycznie z doradztwem i agrobiznesem. Dorobek naukowy wyraża się ponad 500 publikacjami, w tym publikacje zwarte, artykuły naukowe, podręczniki akademickie, skrypty i artykuły popularnonaukowe.
Organizator i pierwszy rektor Wyższej Szkoły Pracy Socjalnej we Włocławku.

## Działalność organizacyjna i dydaktyczna
- Organizator 17 konferencji naukowych ogólnopolskich i międzynarodowych
- Przewodniczący Komitetu Okręgowego Olimpiady Wiedzy i Umiejętności Rolniczych (1991-2005)
- Promotor 9 prac doktorskich
- Recenzent 30 prac doktorskich
- Recenzent w 15 przewodach profesorskich

## Wybrane publikacje zwarte
- Przemiany społeczno-gospodarcze wsi pomorskiej (1976)[8]
- Służba rolna w Polsce (1980) (ISBN 83-205-319-18)
- Kobieta wiejska (1980) (ISBN 83-205-3250-7)
- Potrzeby doradcze producentów rolnych w warunkach reformy gospodarczej (1997) (współautor S. Zawisza) (ISBN 83-85289-22-4)
- Doradztwo w agrobiznesie (2000) (ISBN 83-911136-6-3)
- Monografia rolnictwa województwa kujawsko-pomorskiego (2002) (ISBN 83-88115-55-3)
- Doradztwo i postęp w rolnictwie polskim (2003) (ISBN 83-88115-77-4)
- Przemiany struktury agrarnej w rolnictwie polskim (2004) (ISBN 83-88115-81-2)
- Ubezpieczenia społeczne rolników (2005) (współautor B. Wojtasik) (ISBN 83-88115-99-5)

## Przynależność do organizacji naukowych
- Międzynarodowe Stowarzyszenia Doradztwa Rolniczego
- Członek Komitetu Ekonomiki Rolnictwa PAN
- Bydgoskie Towarzystwo Naukowe
- Włocławskie Towarzystwo Naukowe (założyciel i Członek Honorowy)
- Stowarzyszenie Ekonomistów Rolnictwa i Agrobiznesu (założyciel)
- Polskie Stowarzyszenie Zarządzanie Wiedzą

## Odznaczenia i nagrody
- 1974 – Złoty Krzyż Zasługi[12]
- 1977 – Odznaka „Zasłużony Pracownik Rolnictwa”[12]
- 1979 – Krzyż Kawalerski Orderu Odrodzenia Polski[12]
- 1980 – Nagroda indywidualna III stopnia Ministra Nauki, Szkolnictwa Wyższego i Techniki[12]
- 1986 – Nagroda indywidualna III stopnia Ministra Nauki, Szkolnictwa Wyższego i Techniki[12]
- 1989 – Krzyż Oficerski Orderu Odrodzenia Polski[12]
- 1996 – Medal Komisji Edukacji Narodowej[12]
- 2005:
  - Krzyż Komandorski Orderu Odrodzenia Polski[13][12]
  - Nagroda indywidualna I-stopnia Ministra Edukacji Narodowej i Sportu za całokształt działalności naukowo-badawczej i dydaktycznej[12]
- 2007 – Odznaka honorowa „Zasłużony dla Rolnictwa”
- 2019 – Złoty Medal z okazji jubileuszu 40–lecia Włocławskiego Towarzystwa Naukowego[14]